# T.O.N.E
『T.O.N.E』（トーン）は、ukkaが2021年7月28日にリリースした1stミニアルバム。ミニアルバムのリリースは改名前の桜エビ〜ず時代を含めて、これが初めて。

## 概要
ukkaが2021年7月28日にリリースした1stミニアルバム。2021年3月18日に4人体制になってから初のCDリリースとなる。
2021年3月13日から開始した全国Zeppツアーのリード曲「WINGS」に、メンバーそれぞれをフィーチャーした楽曲4曲を含む全5曲を収録する。
なお、数量限定で発売されるLoppi・HMV限定盤は、通常盤の収録曲に加え、各フィーチャー曲のソロver.を収録し、スペシャル歌詞ブックレット(12P)も付属する。品番は、通常盤がSDPC-0012、Loppi・HMV限定盤がSDPC-0013。
2021年5月18-24日の期間、全国のローソンにてukkaによる「Loppi・HMV限定盤」の店内放送を実施。7月13-19日にも全国のローソンにて店内放送を実施した。
同年6月30日、「WINGS」のミュージックビデオをYouTubeにて公開。
千葉テレビ放送「白黒アンジャッシュ」2021年7月のエンディングテーマとなる。
同年7月7日、「ガールズナイト ~sora ver~」のTeaser MVをYouTubeにて公開。
同年7月14日、「ファンファーレ ~ayame ver~」のTeaser MVをYouTubeにて公開。
同年7月21日、「Shining City Lights ~riju ver~」のTeaser MVをYouTubeにて公開。
同年7月27日、「Party goes on. ~moa ver~」のTeaser MVをYouTubeにて公開。

## 収録曲
| #  | タイトル                                        | 作詞                             | 作曲                 | 編曲                |
| -- | ----------------------------------------------- | -------------------------------- | -------------------- | ------------------- |
| 1. | 「ファンファーレ」                              | 太田晴之                         | 太田晴之             | 太田晴之            |
| 2. | 「Shining City Lights」                         | 金子麻友美                       | 金子麻友美、久下真音 | 久下真音            |
| 3. | 「ガールズナイト」                              | 太田晴之                         | 太田晴之             | 太田晴之            |
| 4. | 「Party goes on.」                              | 永塚健登                         | 永塚健登             | 永塚健登            |
| 5. | 「WINGS」                                       | DUFF、UnpRayable、オーノカズナリ | DUFF、UnpRayable     | 宮本タカシ、GENNARI |
| 6. | 「ファンファーレ ~ayame ver~ (限定盤のみ)」     | 太田晴之                         | 太田晴之             | 太田晴之            |
| 7. | 「Shining City Lights ~riju ver~ (限定盤のみ)」 | 金子麻友美                       | 金子麻友美、久下真音 | 久下真音            |
| 8. | 「ガールズナイト ~sora ver~ (限定盤のみ)」      | 太田晴之                         | 太田晴之             | 太田晴之            |
| 9. | 「Party goes on. ~moa ver~ (限定盤のみ)」       | 永塚健登                         | 永塚健登             | 永塚健登            |

### ファンファーレ
- 作詞：太田晴之、作曲：太田晴之、編曲：太田晴之。振付はさとみ。
- 2021年3月13日からの全国Zeppツアーにおける川瀬あやめフィーチャー曲。
- 2021年3月27日、「ukka New Style Zepp Tour「WINGS～スタートライン～」」(@Zepp Fukuoka)において初披露。
- 2021年6月21日、配信開始[12]。
- 2021年7月14日、TeaserミュージックビデオをYouTubeにて公開[9]。
- 川瀬あやめが想いを込めた歌詞のフレーズは「スタートライン」。すごく好きな言葉で、新体制も新しい気持ちでがんばりたいという想いから選んだという[1]。
- 第10回アイドル楽曲大賞2021 インディーズ/地方アイドル楽曲部門 第9位。

### Shining City Lights
- 作詞：金子麻友美、作曲：金子麻友美、久下真音、編曲：久下真音、Additional Musician：白鳥義一(Guitar)。振付は長田香南(KANA)。
- 2021年3月13日からの全国Zeppツアーにおける村星りじゅフィーチャー曲。
- 2021年4月17日、「ukka New Style Zepp Tour「WINGS～スタートライン～」」(@Zepp Osaka Bayside)において初披露。
- 2021年6月21日、配信開始[12]。
- 2021年7月21日、TeaserミュージックビデオをYouTubeにて公開[10]。
- 村星りじゅが想いを込めた歌詞のフレーズは「今」「感謝」「ありがとう」「まっすぐ」「星」。どれも村星の好きな言葉である[1]。

### ガールズナイト
- 作詞：太田晴之、作曲：太田晴之、編曲：太田晴之、Additional Musician：伊賀航(Electric Bass)。振付はさとみ。
- 2021年3月13日からの全国Zeppツアーにおける茜空フィーチャー曲。
- 2021年3月13日、「ukka New Style Zepp Tour「WINGS～スタートライン～」」(@Zepp Sapporo)において初披露。
- 2021年6月21日、配信開始[12]。
- 2021年7月7日、TeaserミュージックビデオをYouTubeにて公開[8]。
- 茜空が想いを込めた歌詞のフレーズは「笑顔」「当たり前じゃないから（当たり前なんてない）」「手を取り合って」「空」。楽曲に関しては「夜の女子会がテーマの曲。カラフルなLEDランプがキラキラして、装いもドレッシーな感じの大人っぽい女子会をイメージしている。」とコメントした[1]。

### Party goes on.
- 作詞：永塚健登、作曲：永塚健登、編曲：永塚健登、Guitar & Bass：永塚健登。振付は續いくえ。
- 2021年3月13日からの全国Zeppツアーにおける芹澤もあフィーチャー曲。
- 2021年5月3日、「ukka New Style Zepp Tour「WINGS～スタートライン～」」(@Zepp Nagoya)において初披露。
- 2021年6月21日、配信開始[12]。
- 2021年7月27日、TeaserミュージックビデオをYouTubeにて公開[11]。
- 芹澤もあが想いを込めた歌詞のフレーズは「カラフル」「今、未来（などの時を表す言葉）」「笑顔」「笑う」。楽曲については「大人でも子供でもない、今の年齢もこの曲は表現してるんじゃないかなと思います。」とコメントしている[1]。

### WINGS
- 作詞：DUFF、UnpRayable、オーノカズナリ、作曲：DUFF、UnpRayable、編曲：宮本タカシ、GENNARI。振付はKANATA(宍戸叶多)。
- 千葉テレビ放送「白黒アンジャッシュ」2021年7月エンディングテーマ。
- 2021年2月24日、配信開始[13]。
- 2021年3月13日からの全国Zeppツアーにおけるリード曲。
- 2021年3月13日、「ukka New Style Zepp Tour「WINGS～スタートライン～」」(@Zepp Sapporo)において初披露。
- 「新体制となって広い世界に、“羽”を広げて羽ばたいていきたい」という未来への期待を込めたメッセージソング[7]。
- 2021年6月30日、ミュージックビデオをYouTubeにて公開[6]。ディレクターは荻颯太郎。映像制作会社AOI Pro.が運営する映像クリエイター養成コミュニティ「AOI Film Craft Lab.」に所属するクリエイター陣によって制作された[7]。
- ミュージックビデオでは「巣」に閉じこもっているメンバーが夢から覚め、光り輝く世界へと羽ばたく姿を描くことで、この先の明るい未来を「夢」という形で表現。サビのダンスパフォーマンスは、少女から大人に成長したukkaの等身大の姿と新しい未来に立ち向かう力強さを表している[7]。
- リーダーの川瀬あやめはMVについて「リード曲『WINGS』は1曲を通して、自分も1歩前に踏み出したくなるようなMVになっていて、巣の中での撮影では全員裸足で衣装も白のワンピースでありのままの姿が見えるような映像になっています！前向きな気持ちになりたい時、誰かに背中を押してほしい時、自分に自信がなくなりそうになった時、などこの映像を見て少しでも前を向いてもらいたいです。」[7]、楽曲について「自信が無くなった時とか、ちょっと落ち込んでいる時に聴いたら、歌詞がグサグサ刺さると思うんです。すごくストレートなんです。そういう時こそ聴いてほしいです！」とコメントしている[2]。
- 第10回アイドル楽曲大賞2021 インディーズ/地方アイドル楽曲部門 第3位。

## クレジット
Art Direction & Design : 山本智恵子
Photograph : Yuji Watanabe
Flower Stylist : Yurika Moriya
Stylist : 岡本健太郎
Costume making : WONDER STYLE
Hair & Make : 伊達ともえ、白井ユリ (KIND)
Sound Produce : オーノカズナリ
Recording & Mixing Engineer : 前田健介
Mastering Engineer : 及川康宏
Director : 瀧澤航一
Artist Management : 藤井ユーイチ、早川沙織、武内香織(STARDUST PROMOTION)
A&R : 鈴木利奈(STARDUST PROMOTION)
A&R Chief : 石崎裕士（SDR）
Executive Producer : 藤下リョウジ(STARDUST PROMOTION)